# Gerardus Everhardus Vos de Wael (1749-1830)
Gerardus Everhardus Vos de Wael (Zwolle, 23 december 1749 - Berkum (Zwollerkerspel), 29 juni 1830) was een Nederlandse politicus.

## Familie
Vos de Wael, lid van de familie Vos de Wael, was een zoon van Egbertus Vos de Wael (1713-1750), grootburger van Zwolle, en Johanna Maria van Sonsbeeck (1728-1779). Hij trouwde met Arnoldina Antonia Helmich (1758-1831). Uit dit huwelijk werden negen kinderen geboren, waaronder mr. Arnoldus Johannes Vos de Wael, lid van de Eerste en Tweede Kamer,

## Loopbaan
Vos de Wael studeerde Romeins en hedendaags recht aan de Leidse Hogeschool en promoveerde op dissertatie de Iure parentum circa nuptias liberorum in 1770. Vanaf 1784 was hij raadsheer bij het Hof van Justitie te Venlo. Hij werd wethouder en burgemeester van Zwolle (1803-1810) en was lid van de raad vanaf 1813.
In 1814 was hij voor het departement Monden van de IJssel lid van de Vergadering van Notabelen. Van 1814 tot 1827 was hij lid van de Provinciale Staten van Overijssel.
- Biografisch Portaal: 56184105
- Parlement.com: vg09llxbn4wd